# 嘉義市東區嘉北國民小學
嘉義市東區嘉北國民小學 ，簡稱嘉北國小，位於嘉義市東區，於1978年成立，自1995年起在學學生人數超過崇文國小而成為嘉義市班級數與學生數最多的國民小學。

## 學校沿革
1975年2月5日開始籌備設立該校，於1978年11月3日正式成立嘉義縣嘉義市嘉北國民小學，第一年共招收十個班級。成立時校地1.7632公頃，原本土地為臺灣省農業改良所實驗用地，於1974年變更為學校用地。
1982年7月1日，因嘉義市升格為省轄市，學校更名為嘉義市嘉北國民小學。

## 相關事件
2021年9月13日，該校發生老師死亡於家中事件。

## 外部連結
- 嘉義市嘉北國民小學（页面存档备份，存于）